# Ивахненко, Евгений Николаевич
Евге́ний Никола́евич Ивахне́нко (род. 5 июня 1958, Камышин, Волгоградская область, СССР) — российский философ, специалист в области социальной эпистемологии, системной теории коммуникации, философии образования и модернизации современного университета.
Профессор кафедры философии гуманитарных факультетов МГУ, доктор философских наук (2000). Ректор РГГУ (2016—2017). С 2023 года — председатель экспертного совета ВАК РФ по философии, социологии и культурологии.

## Ранние годы
В 1965—1975 годах обучался в средней школе № 8 г. Камышина.
В 1979 году окончил Камышинское высшее военное строительное командное училище (с золотой медалью) по специальности «инженер-энергетик» и там же продолжал служил на различных должностях. С 1987 года служил в должности заместителя командира войсковой части на строительстве космодрома «Байконур». В декабре 1989 года уволился из Вооружённых сил СССР в звании майора.
В 1988 году с отличием окончил философский факультет Киевского государственного университета. Специальность: философ, преподаватель философии.

## На преподавательской и научной работе
С 1990 по 2003 год работал в Кабардино-балкарском государственном университете на должностях: лаборанта, ассистента, старшего преподавателя, доцента, профессора кафедры философии.
В 1991 году после окончания аспирантуры в Киевском государственном университете защитил кандидатскую диссертацию «Идея вечного мира в западноевропейской философии Нового времени. XVII—XVIII вв.» по специальности: 09.00.03 — история философии. В 1999 году в РГПУ им. А. И. Герцена (Санкт-Петербург) защитил докторскую диссертацию «Основные конфронтации русских религиозно-философских и политических течений. XI—XX в.» по специальности 09.00.03 «история философии». В 2002 году присвоено звание профессора по кафедре философии.
С 2003 года — профессор кафедры современных проблем философии, с 2005 года профессор кафедры социальной философии РГГУ. С 2005 года — руководитель магистерских программ философского факультета РГГУ, в том числе международной российско-французской магистерской программы «Историко-философские и социальные исследования» (двойной диплом: РГГУ — Париж 4 (Сорбонна); РГГУ — Париж 8 (Сен-Дени)).
С 2007 по 2016 год — заведующий кафедрой социальной философии философского факультета РГГУ. Одновременно с 2007 по 2009 год — начальник Отдела магистерских программ РГГУ.
С 2012 по 2016 год — по совместительству главный научный сотрудник Центра стратегии развития образования и организационно-методической поддержки программ Федерального института развития образования Архивная копия от 8 сентября 2016 на Wayback Machine (Министерство образования и науки РФ).
С 2018 года — профессор кафедры философии гуманитарных факультетов МГУ.
С 2023 года — председатель экспертного совета ВАК РФ по философии, социологии и культурологии

## Ректор РГГУ
С 2016 года — ректор Российского государственного гуманитарного университета (избран тайным голосованием 15 февраля 2016 года). К моменту прихода Ивахненко вуз оказался в сложном финансовом положении: в бюджете РГГУ образовалась «дыра» в 238 млн руб., в связи с чем началось сокращение численности преподавательских кадров. 16 сентября 2016 года из Института психологии массово уволились 12 сотрудников из-за планов нового ректора вуза Ивахненко оптимизировать штат и увеличить нагрузку на преподавателей. В вузе распространилась практика внедрения годовых контрактов с преподавателями, а нагрузка на ставку преподавателя достигла 900 часов в год (и 600 часов внеаудиторной работы). В интервью изданию Индикатор.ру Архивная копия от 25 июля 2017 на Wayback Machine Ивахненко ответил: «900 часов — это очень большая нагрузка, мы планируем её снижать по мере улучшения нашего финансового положения».
В 2016 году была проведена работа по упорядочению финансово-хозяйственной деятельности в соответствии с нормативами Минобрнауки России. По результатам мониторинга эффективности вузов, проводимого Минобрнауки в 2017 году, университет преодолел порог мониторинга по основным показателям деятельности.
На заседании Конференции работников и обучающихся РГГУ, состоявшейся 15 декабря 2016 года, утверждена программа стратегического развития вуза на 2017—2020 гг..
При Ивахненко инициирована работа комиссии по антиплагиату, на которой под его председательством рассматривались факты некорректного заимствования в диссертациях сотрудников РГГУ. Работа комиссии была приостановлена по решению ученого совета университета.

## Научная деятельность
Специалист в области проблем высшего образования в России, социальных коммуникаций, философии образования и модернизации современного университета. Основные научные результаты связаны с исследованием проблематики истории философии, эпистемологических проблем информационных теорий, социальной философии (социальная сложность, системная теория коммуникации Н. Лумана, «постсоциальные исследования»).
Входит в состав редакционных советов журналов «Высшее образование в России Архивная копия от 21 августа 2016 на Wayback Machine», «Информационное общество Архивная копия от 8 сентября 2016 на Wayback Machine», «Кавказология»
Входит в состав диссертационных советов по защите докторских диссертаций: МГУ.057.1 (5.7.1. Онтология и теория познания; 5.7.5. Логика; 5.7.6. Философия науки и техники; 5.7.7. Социальная философия), РГГУ 24.2.366.02 (5.7.2. История философии; 5.7.7. Социальная и политическая философия)
Автор более 130 научных публикаций, включая 6 монографий, главы в коллективных трудах, учебник и учебные пособия для высшей школы.

## Основные работы
- Отечественное образование как система и объект управления Архивная копия от 23 августа 2019 на Wayback Machine // Высшее образование в России. 2018. Т. 27. № 8-9. С. 9-23. ISSN 0869-3617
- Высшая школа: взгляд за горизонт Архивная копия от 23 августа 2019 на Wayback Machine // Высшее образование в России. 2019. Т. 28. № 3. С. 21-34. ISSN 0869-3617
- Россия на «порогах»: идейные конфронтации и «пороги» в течениях русской религиозно-философской и политической мысли (XI — нач. XX в.): Историко-философское исследование. Архивная копия от 16 сентября 2016 на Wayback Machine (Монография). СПб.: РГПУ им. А. И. Герцена, 1999. — 297 с. ISBN 5-8064-0140-5
- Коммуникативная рациональность и социальные коммуникации Архивная копия от 16 сентября 2016 на Wayback Machine [Текст]: [коллективная монография] / под ред. И. Т. Касавина, В. Н. Поруса]; Федеральное гос. бюджетное учреждение науки Ин-т философии Российской акад. наук. — Москва: Альфа-М, 2012. — 462 с. ISBN 978-5-98281-311-4
- Российский университет перед лицом принудительных эпистем неоглобализма Архивная копия от 23 марта 2013 на Wayback Machine// Высшее образование в России. № 2. С.122-129. ISSN 0869-3617
- Идея университета: вызовы современной эпохи Архивная копия от 17 сентября 2016 на Wayback Machine (круглый стол) // Высшее образование в России. 2012. № 7. С. 35-64. ISSN 0869-3617
- Проблемы построения магистерских программ в современном российском вузе Архивная копия от 16 сентября 2016 на Wayback Machine // Alma mater (Вестник высшей школы). 2009. № 1. С. 5-9. ISSN 0321-0383
- Философский факультет в условиях наступления академического капитализма Архивная копия от 16 сентября 2016 на Wayback Machine // Высшее образование в России. 2013. № 2. С. 62-73. ISSN 0869-3617
- Трансдисциплинарность в действии Архивная копия от 10 августа 2016 на Wayback Machine // Философские науки. 2015. № 12. С. 134—135. ISSN 0235-1188
- Новации вузовского обучения в оптике инструментальных и коммуникативных установок Архивная копия от 16 сентября 2016 на Wayback Machine // Высшее образование в России. 2011. № 10. С. 39-46. ISSN 0869-3617
- Аутопойезис информационных объектов Архивная копия от 16 сентября 2016 на Wayback Machine// Информационное общество. 2009. № 1. С. 23-31. ISSN 1605-9921
- Наука и религия в русском Просвещении: от столкновения и конфликта к компромиссу и взаимодействию// Ценностный дискурс в науках и теологии. М.: ИФ РАН, 2009. С.300-320. ISBN 978-5-9540-0137-2
- «Асимметрия» Архивная копия от 5 июля 2016 на Wayback Machine, «Дао физики» Архивная копия от 17 сентября 2016 на Wayback Machine (Ф.Капра), «Философские основания физики. Введение в философию науки» Архивная копия от 17 сентября 2016 на Wayback Machine (Р.Карнап), «Логика наук о культуре» Архивная копия от 17 сентября 2016 на Wayback Machine (Э. Кассирер)// Энциклопедия эпистемологии и философии науки. — М.: Канон+, 2009. ISBN 978-5-88373-089-3
- Изменение стратегий осмысления сложного: от метафизики и целерациональности к коммуникативной контингентности Архивная копия от 5 мая 2015 на Wayback Machine// Известия СмолГУ. 2011, № 4. С.354-366. ISSN 2072-9464
- Социология встречается со сложностью // Вестник РГГУ. — 2013. — № 11: Серия «Философские науки : Религиоведение». — С. 90-101. ISSN 1998-6769
- A Threshold-Dominant Model of the Imperial and Colonial Discourses of Архивная копия от 17 сентября 2016 на Wayback Machine // The Quarterly. Summer 2006. Volume 105. Number 3. Duke University Press. P.595-616.
- Новые социальные движения в сетевую эпоху: статьи, интервью, экспертные заключения. Монография. Под ред. К. Х. Момджана, А. Ю. Антоновского. Н. Новгород: Изд. Русского общ. истор. и филос. науки. 2020. — 299 с.
- ChatGPT в высшем образовании и науке: угроза или ценный ресурс? // Высшее образование в России. 2023. Т. 32. № 4. С. 9-22. (В соавт. с Никольским В. С.)

## Награды
- Медаль «За безупречную службу» (Медаль III степени за 10 лет безупречной службы)
- Медаль Министерства обороны Российской Федерации «Генерал армии Комаровский»
- Юбилейная медаль «70 лет Вооружённых Сил СССР»
- Знак отличия офицеров воинских формирований строительства и расквартирования войск ВС РФ